# Trochamus carinatus
Trochamus carinatus är en rundmaskart som beskrevs av Boucher och Bovee 1972. Trochamus carinatus ingår i släktet Trochamus och familjen Chromadoridae. Inga underarter finns listade i Catalogue of Life.